# 八波むと志
八波 むと志（はっぱ むとし、1926年（大正15年）12月1日 - 1964年（昭和39年）1月9日）は、日本のコメディアン、俳優。本名、坪田 稔（つぼた みのる）旧姓、富沢（とみさわ）。

## 来歴
1926年（大正15年）12月1日、鹿児島県大島郡徳之島町に生まれる。父は道楽好きで母が四人も変っており、幼少期を極貧で過ごす。
東京工専卒業後1943年（昭和18年）に志願兵で兵隊入り、1946年（昭和21年）に森川信の一座に入り、浅草常盤座で八波むと志の名で初舞台。浅草フランス座1代目座長。1956年（昭和31年）に南利明、由利徹と脱線トリオを結成し浅草を中心にテレビ・ラジオ、はたまた役者として活躍する。三木のり平に薦められ東宝劇場に入っていたこともある。『雲の上団五郎一座』でののり平との名コンビで知られる。
1964年（昭和39年）1月4日、出演中の『チロリン村とくるみの木』が放送終了する3カ月前に東京都千代田区神田松住町（同年に町名変更され、現在は外神田2丁目）において自動車を運転中、都電の松住町電停の安全地帯に激突する自動車事故を起こし、病院に搬送されたが1月9日に脳底骨折のため死去した。37歳没。葬儀は芝の青松寺で執り行われた。没後に故郷の徳之島に記念碑が建立されている。

## 年譜
季刊「銀花」1981第四十五号（文化出版局）、132-134ページ掲載の「八波むと志　年譜」を参考に記載。

大正15（1926）年12月1日、神戸市吉田新田町に生まれる。本名：富澤稔。
昭和2（1927）年1歳　6月、生母とみ急死。生後六ヶ月で知人治井福安の養子となり、徳之島に渡る。
昭和5（1930）年4歳　3月、養母カナが死亡。養父福安が後妻ハルを迎える。これが三人目の母親である。
昭和6（1931）年5歳　6月、養父が急死。実父：富澤福祐その後妻、長兄：福重と共に東京・大井に住む。翌年、福重が急死。
昭和8（1933）年7歳　4月、大森区鈴ヶ森尋常高等小学校1年に入学。
昭和12（1937）年11歳　馬込東4丁目に転居、入新井第二尋常高等小学校4年に転入。
昭和14（1939）年13歳　3月、小学校を卒業。高等科入学。
昭和15（1940）年14歳　2月、兄が軍属として南太平洋トラック島へ秘密命令を受けて出発。かれ一人になる。
昭和16（1941）年15歳　4月、働きながら勉強ができ給料がもらえる日本高周波重工業株式会社の技能者養成所に入社。熔接工となる。寮生活が始まる。
昭和18（1943）年17歳　9月、技能者養成所在学中に、志願し、甲府第六十三連隊に入隊する。
昭和19（1944）年18歳　近衛連隊に移り下士官学校に入校、優秀な成績で終了し上等兵に進級する。千葉県の近衛歩兵第九連隊第三八二五部隊に入隊する。
昭和20（1945）年19歳　8月、銚子の近くの飯岡で終戦。日本高周波重工業株式会社に復職し、鍋や釜をつくる。
昭和21（1946）年20歳　森川信一座の研究生となる。9月、一座の青年部として水の江滝子の「劇団たんぽぽ」公演に参加、浅草常盤座で初舞台をふむ。このとき「劇団たんぽぽ」にいた牧場早代子（後の八波むと志夫人）を知る。
昭和22（1947）年21歳　堺駿二、丹下キヨ子らの「東京レビュー」に出演。『処女林探検』で初めてお婆さん役がつく。
昭和23（1948）年22歳　「東京レビュー」解消し、「劇団新風俗」となり、芝居をはじめる。横浜国際劇場で『春婦伝』の野呂上等兵を演じ、三木のり平に認められる。
昭和26（1951）年25歳　横浜セントラル、新宿セントラルなどに出演、由利徹を知り、蒲田ミュージック・ホールに出演、南利明を知る。
昭和29（1954）年28歳　丸尾長顕に認められ、日劇ミュージック・ホールに引き抜かれる。榎本健一脚本（演出）の『河童銀座』に出演。牧場早代子と結婚、婿養子となる。
昭和30（1955）年29歳　7月、長男：秀之生まれる。
昭和31（1956）年30歳　4月、NTV村越潤三プロデューサーの肝煎りで、由利徹、南利明、八波むと志による「脱線トリオ」結成。「お昼の演芸」の公開番組でデビュー。9月、映画『勝どき天満峠』に初出演。『東海道は日本晴れ』で三木のり平と初コンビを組む。東宝演劇部と専属契約をし、菊田一夫の息のかかる「中川プロダクション」に所属する。
昭和32（1957）年31歳　4月、長女：義子が生まれる。10月、大田区久ヶ原の公団アパートに転居。NHKテレビに出演。
昭和34（1959）年33歳　11月、次男：次郎が生まれる。
昭和35（1960）年34歳　4月、日本大学通信教育部特科生となり、哲学科に在学。6月、大田区梅田町に家を新築、転居する。12月、『雲の上団五郎一座』誕生、出演。
昭和36（1961）年35歳　『花咲く港』（芸術座）、「脱線トリオ」結成五周年記念公演『爆笑！大暴れ清水港』（日劇）、『脱線物語』（新宿コマ劇場）等に出演。
昭和37（1962）年36歳　4月、日本大学芸術学部演劇科二年編入。この頃から八波むと志単独の出演が多くなる。10月、芸術祭参加の芸術座公演『悲しき玩具』に出演。「脱線トリオ」解散。
昭和38（1963）年37歳　『浅草瓢箪池』（芸術座）に主演。5月、明治座の『江分利満氏の優雅な生活』に主演。7月、東宝ミュージカル『ブロードウェイから来た十三人の踊り子』に出演。歌って踊る。9月、『マイ・フェア・レディ』で江利チエミ扮するイライザの父親・ゴミ取人夫ドウリットル役を演ずる。
昭和39（1964）年38歳　1月2日『マイ・フェア・レディ』再演。1月4日、午前1時頃、神田松住町電停に自家用車が激突、直ちに駿河台の日大病院に運ばれたが意識不明。1月9日、午前8時38分永眠。1月13日芝愛宕下の青松寺で東宝演劇部葬（葬儀委員長菊田一夫）が行われた。5月、八波むと志追悼公演が宝塚劇場で上演され、故人を讃えた。

## 人物・エピソード
映画は30以上の作品に出演、テレビドラマはNHKに数本出演。1962年の『マイ・フェア・レディ』のアルフレッド・P・ドゥーリトル役は当たり役の一つ。
タレントの八波一起は長男。関根勤や小堺一機、ANZEN漫才らが所属する芸能事務所「浅井企画」の創業者で初代社長の浅井良二は八波のマネージャーを務めていた。
芸名は九九の「8×8（はっぱ）＝64（6＝“む”と4＝“し”）」から来ている。
自動車事故による八波の死後、映画撮影所では、俳優たちの自動車運転を自粛するよう所長告示があった。

## 出演

### テレビドラマ
- 雁（1959年、NETテレビ）（作：森鷗外）
- お気に召すまま（1962年、NETテレビ）第18回「羊腸人類」（作：安部公房）

### 映画
- サザエさんシリーズ（東宝、宝塚映画）

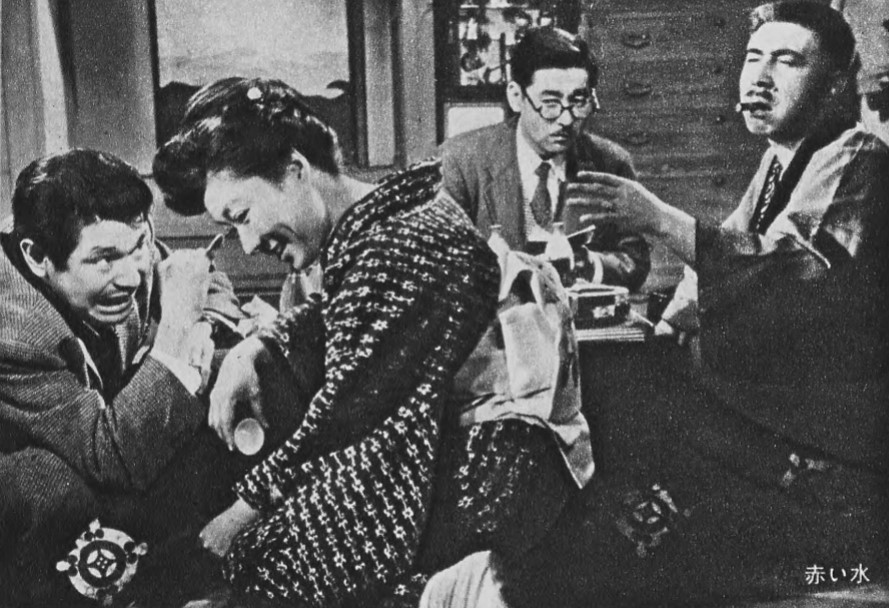
『赤い水』（1963年）

  - サザエさんの青春 （1957年） - 酒屋三河屋の御用聞き 役
  - サザエさんの新婚家庭 （1959年） - 鯖江 役
  - サザエさんの脱線奥様 （1959年） - 雲丹 役
  - サザエさんの赤ちゃん誕生 （1960年） - 草谷 役
  - 福の神 サザエさん一家 （1961年） - 雲丹 役
- お姐ちゃん罷り通る（1959年、東宝） - 交通巡査 役
- 大笑い江戸っ子祭（1959年、宝塚映画） - 五郎八　役
- がんばれ! 盤嶽 (1960年) - 河童松 役
- 国定忠治（1960年、東宝） - 床屋 役
- サラリーマン出世大閣記　完結篇　花婿部長No.１（1960年、東宝）
- 天使が俺を追い駈ける（1961年、日活）- ヌーベルの莫 役
- 守屋浩の三度笠シリーズ 泣きとうござんす（1961年、東宝） - 木佐須の三太 役
- 忠臣蔵 花の巻・雪の巻（1962年、東宝） - 植木屋徳三 役
- ぶらりぶらぶら物語（1962年、東宝)
- 雲の上団五郎一座（1962年、東宝） - 輪八太蔵 役
- クレージー作戦 先手必勝（1963年、東宝） - 山形屋孝吉 役
- ばりかん親分（1963年、松竹） - 清三郎 役
- 赤い水（1963年、大映） - うどん屋利吉 役

### その他
- チロリン村とくるみの木（スカンクのガスパ［初代］）

## 関連書籍
- 「笑って泣かせて　夫・八波むと志の一生」（坪田秀子著、1982年11月、文化出版局）
- 「娘たちへ」（八波一起著、2006年1月、南雲堂）